# 172 Baucis
Bauci (172 Baucis) è un asteroide discretamente massiccio della fascia principale, in orbita attorno al Sole; venne scoperto il 13 gennaio 1877 dall'astronomo francese Alphonse Louis Nicolas Borrelly. Il suo nome è dovuto all'omonimo personaggio della mitologia greca, dove Filemone e Bauci erano due vecchi amabili ed ospitali, soggetto delle Metamorfosi di Ovidio.
Esso si compone probabilmente di roccia e ferro-nickel.